# Branka Hlevnjak
Branka Hlevnjak (Zagreb, 18. studenoga 1948.) hrvatska je povjesničarka umjetnosti, likovna kritičarka i novinarka.

## Životopis
Diplomirala je na Filozofskom fakultetu u Zagrebu talijanski jezik i povijest umjetnosti 1973. a 2004. magistrirala povijest umjetnosti te stekla titulu magistre znanosti iz znanstvenog područja humanističkih znanosti polje povijest umjetnosti. Godine 2008. promovirana u višeg predavača na Visokoj školi tržišnih komunikacija Agora. 
- Od 1973. do 1976. radila je kao stalna novinarka-suradnica za likovnu kulturu TV Zagreb;
- 1977. – 78. predavala umjetnost u Srednjoškolskom centru Krapina;
- 1978. – 83. osmišljava i vodi Galeriju "Prozori" Knjižnice S. S. Kranjčević;
- 1983. – 89. radila je kao stručna suradnica Centra za kulturu Pešćenica i vodila je galeriju Događanja i Ogledala te
- surađuje na sociološko-likovnim istraživanjima o zaštitnoj opremi, industrijskim oblikovanjima u praksi, radničkom stvaralaštvu s aspekta inovacija, oblikovanju dječjih igrališta.

Autorica je brojnih značajnih izložbi (Rock plakati, Grafičko oblikovanje u novinstvu mladih, Zagrebački parkovi, Od miga do micanja; retrospektiva: Vere Fischer, Alfreda Pala, Ivice Bednjanca, Waltera Neugebauera, itd.); 
- 1991. – 93. stručna suradnica Galerije "Spot" Fotokluba Zagreb i Međunarodne kiparske škole u Vrsaru;
- 2000. – 01. glavna urednica časopisa Kontura, a od 2001. glavna urednica časopisa Kerempuh;
- 2002. – 2004.  urednica likovnog programa Dječjeg međunarodnog festivala u Šibeniku;
- od 2003. do danas urednica u tjedniku Hrvatskom slovu;
- od 1978. objavljuje predgovore, likovne kritike, stručne članke, recenzije itd.;

Specijalizirana za dizajn, ilustraciju, parkovnu umjetnost, multimedijalne umjetnosti i fotografiju; 
- od 1990 samostalna likovna kritičarka i znanstvena istraživačica; autorica mnogih monografija na temu: Ljudevit Griesbach (1997), Nada Žiljak (2000.), Đuro Griesbach (2001.), Anton Cetin (2004)., Matko Trebotić (2004), Alojz Orel (2007), Fotografkinje (2007.), Izvor Oreb (2007.), Mirjana Marušić Gorska ( s K. Kamenovim, 2007.) Ratko Petrić (s Š-Banov i I. Župan, 2007.), Hrvatska antiratna fotografija (s R. Ivanuš, 2008), Zorka Sever (2009), Ivica Bednjanec, Šezdeseta obljetnica ULUPUH-a (2010.) Ivan Švertasek (2012.), Drago Turina (2013.), Ante Roca (s T. Cukrov i R. Ivanuš, 2013.), Ni moda ni doktrina - Zagrebačka škola karikature (2013.), Slavka Pavić (2015.), Alfred Pal (2016.)

Obnašala je dužnosti članice Upravnog odbora ULUPUH-a, predstavnice u ZUH-u, glavne tajnice Zgrafa u ratnim uvjetima (1990./1991.), predsjednica Zagrebačkog salona (1990.); članice Vijeća za Centre za kulturu, Umjetničkih savjeta itd. 
Godine 1999. dobitnica Reda Danice Hrvatske s likom Marka Marulića za zasluge u području likovne umjetnosti i kulture; ULUPUH-ove nagrade za zasluge u promicanju primijenjene umjetnosti (2005.), ULUPUH-ove godišnje nagrade za monografiju Drago Turina (2013.), itd. 
Radi kao viši predavač na Visokoj školi Agora u Zagrebu, urednica kulture u Hrvatskom slovu, likovna kritičarka i samostalna istraživačica.

## Nagrade i priznanja
- Red Danice hrvatske 1999.
- ULUPUH-ova nagrada za zasluge u promicanju primijenjene umjetnosti (2005.)
- ULUPUH-ova godišnja nagrade za monografiju Drago Turina, 2014.